# Amblypalpus narsikulovi
Amblypalpus narsikulovi är en spindeldjursart som beskrevs av P. Mitrofanov och Strunkova 1978. Amblypalpus narsikulovi ingår i släktet Amblypalpus och familjen Tenuipalpidae. Inga underarter finns listade i Catalogue of Life.